# Liste der Bodendenkmäler in Ellzee
Auf dieser Seite sind die Bodendenkmäler in der schwäbischen Gemeinde Ellzee zusammengestellt. Diese Tabelle ist eine Teilliste der Liste der Bodendenkmäler in Bayern. Grundlage ist die Bayerische Denkmalliste, die auf Basis des Bayerischen Denkmalschutzgesetzes vom 1. Oktober 1973 erstmals erstellt wurde und seither durch das Bayerische Landesamt für Denkmalpflege geführt wird. Die folgenden Angaben ersetzen nicht die rechtsverbindliche Auskunft der Denkmalschutzbehörde.

## Bodendenkmäler in der Gemarkung Stoffenried
- Untertägige mittelalterliche und neuzeitliche Siedlungsteile im Bereich des Altortes von Stoffenried
- Siedlungsspuren unbekannter Zeitstellung, 1000 m südwestlich der Stoffenrieder Kirche in der Flur „Kötzgehau-Mähder“, runde Verfärbungen im Luftbild, möglicherweise Siedlungsgrube;
- Siedlungsspuren unbekannter Zeitstellung, 1200 m südwestlich der Stoffenrieder Kirche in der Flur „Kötzgehau-Mähder“, runde Verfärbung im Luftbild, möglicherweise einzelne Siedlungsgrube;
- Villa rustica und möglicherweise Gräber der römischen Kaiserzeit, 1600 m östlich bis ostnordöstlich der Stoffenrieder Kirche in der Flur „Ziegelfeld“, Fund von Keramik, Bruchsteinen und Ziegeln;
- Siedlungsspuren unbekannter Zeitstellung im Luftbild, 1500 m nordöstlich der Stoffenrieder Kirche;

## Bodendenkmäler in der Gemarkung Hausen
- Siedlung der Linearbandkeramik, des Endneolithikums, der Spätbronze-, Urnenfelder- und Früheisenzeit, 1000 m nordnordöstlich der Hausener Kirche;